# Henri Baptiste Rey
Pour les articles homonymes, voir Henri Rey et Rey.
Henri Baptiste Rey est un homme politique français né le 5 avril 1845 à Pontacq (Pyrénées-Atlantiques) et décédé le 29 août 1926 à Pau (Pyrénées-Atlantiques).

## Biographie
Notaire à Oloron, il est député des Basses-Pyrénées de 1882 à 1885, siégeant à gauche. Battu en 1885, il entre dans l'administration des finances et termine sa carrière comme Trésorier-payeur général.